# Сульфат железа(II)
Сульфа́т желе́за(II), желе́зо(II) серноки́слое — неорганическое соединение, железная соль серной кислоты с формулой FeSO4. Нелетуч, не имеет запаха. Безводное вещество бесцветное, непрозрачное, очень гигроскопичное. Кристаллогидраты — гигроскопичные прозрачные кристаллы светлого голубовато-зелёного, тетрагидрат FeSO4·4Н2О зелёного цвета (розенит), моногидрат FeSO4·Н2О бесцветный (смольнокит). Вкус сильно-вяжущий железистый (металлический). На воздухе постепенно выветриваются (теряют кристаллизационную воду). Сульфат железа(II) хорошо растворим в воде (26,3 г при 20 °С). Из водных растворов кристаллизуется голубовато-зелёный гептагидрат FeSO4·7Н2О, который носит тривиальное название железный купоро́с. Токсичность железного купороса сравнительно низкая.
Применяется в текстильной промышленности, в сельском хозяйстве как фунгицид, для приготовления минеральных красок.
Природный аналог — минерал мелантерит; в природе встречается в кристаллах моноклинной сингонии, зелёно-жёлтого цвета, в виде примазок или натёков.

## Свойства
Сульфат двухвалентного железа выделяется при температурах от 1,82 °C до 56,8 °C из водных растворов в виде сине-зелёных кристаллов кристаллогидрата FeSO4·7H2О, который называется в технике железным купоросом. Выраженный зелёный цвет свидетельствует о загрязнении ионами Fe3+. При перекристаллизации из 55% раствора серной кислоты, кристаллизуется FeSO4·4H2О. В 100 г воды растворяется 26,6 г безводного FeSO4 при 20 °C и 54,4 г при 56 °C. 
Сульфат железа(II) является мягким восстанавливающим агентом. Так, сульфат железа(II) и его водные растворы под действием кислорода воздуха постепенно окисляются, переходя в сульфат железа(III) и гидроксид железа(III):
{\displaystyle {\ce {12 FeSO4{}+ 3 O2{}+ 6 H2O -> 4 Fe2(SO4)3{}+ 4 Fe(OH)3 v}}}
Добавление даже небольшого количества кислоты сильно замедляет этот процесс.
Также, он может восстанавливать азотную кислоту до оксида азота(II), хлор до хлоридов, тетрахлораураты(III) до золота:
{\displaystyle {\ce {6FeSO4 + 2H2SO4 + 2HNO3 -> 3Fe2(SO4)3 + 2NO ^ + 4H2O}}}
{\displaystyle {\ce {6FeSO4 + 3Cl2 -> 2Fe2(SO4)3 + 2FeCl3}}}
{\displaystyle {\ce {3FeSO4 + [AuCl4]^- -> 2Au + Fe2(SO4)3 + FeCl3 + Cl^-}}}
При нагревании свыше 480 °C разлагается на оксид железа(III), оксид серы(VI) и оксид серы(IV):
{\displaystyle {\ce {2FeSO4 ->[t] Fe2O3 + SO2 ^ + SO3 ^}}}
Ввиду того, что оксид железа(III) является катализатором, создающем равновесие в реакции разложения высшего оксида серы, продукты реакции также могут содержать кислород:
{\displaystyle {\ce {4FeSO4 ->[Fe_2 O_3, t] 2Fe2O3 + 4SO2 + O2}}}
Легко сокристаллизуется с сульфатом аммония, образуя двойную соль, называемую солью Мора, которая устойчива на воздухе:  
{\displaystyle {\ce {FeSO4 + (NH4)2SO4 + 6H2O -> FeSO4*(NH4)2SO4*6H2O v}}}

## Получение
Железный купорос можно приготовить действием разбавленной серной кислоты на железный лом, обрезки кровельного железа и т. д. В промышленности его получают, как побочный продукт, при травлении разбавленной серной кислотой (H2SO4) железных листов, проволоки, удалении окалины и др.
{\displaystyle {\ce {Fe{}+ H2SO4 -> FeSO4 + H2 ^}}}
{\displaystyle {\ce {FeO + H2SO4 -> FeSO4 + H2O}}}
Другой способ — окислительный обжиг пирита:
{\displaystyle {\ce {FeS2{}+ 3 O2 -> FeSO4{}+ SO2}}}
В промышленности получают как побочный продукт производства оксида титана из ильменита.
В лабораторных условиях может быть получен вышеуказанными методами и вытеснением менее активных металлов из их сульфатов:
{\displaystyle {\ce {CuSO4 + Fe -> FeSO4 + Cu}}}

## Применение
Применяют в производстве чернил, в красильном деле (для окраски шерсти в чёрный цвет), для консервирования дерева.
В медицине используется в качестве лекарственного средства для лечения и профилактики железодефицитной анемии. В России зарегистрирован под торговыми марками «Гемофер пролонгатум», «Тардиферон», а также «Сорбифер Дурулес» и «Ферроплекс» (в двух последних в качестве антиоксиданта добавляется аскорбиновая кислота).
В сельском хозяйстве применяется для опрыскивания садовых деревьев.
Используется в ферросульфатном методе химической дозиметрии.
Сульфат железа(II) часто используется как донор ионов железа(II) при приготовлении реактива Фентона.